# Lonsheim
Lonsheim là một đô thị thuộc huyện Alzey-Worms, bang Rheinland-Pfalz, nước Đức. Đô thị Lonsheim có diện tích 4,56 km².